# Andrés Lamas (escritor)
José Andrés Lamas Alfonsín (Montevideo, 10 de noviembre de 1817 - Buenos Aires, 23 de septiembre de 1891) fue un político, escritor, diplomático, historiador y coleccionista uruguayo.

## Biografía
Hijo de Luis Lamas Reguera y Josefa Dominga Alfonsín Domínguez. Casado con María Telésfora de Jesús Somellera y Pinazo.
Lamas inició su carrera como colaborador de El Universal. A los diecisiete años ingresó como auxiliar en el Ministerio de Relaciones Exteriores. Después de algún tiempo de trabajar en El Sastre, en 1836, se incorpora como redactor de El Nacional.
En agosto de 1836 se exilió en Brasil, por haber participado de una campaña en contra del gobierno, hecho que además le costó el puesto que tenía en el Ministerio de Relaciones Exteriores.
En 1837 al regresar a Uruguay, reanuda sus estudios de abogacía. Crítico de Juan Manuel de Rosas fundó Otro diario que duró poco tiempo, al igual que otro diario fundado por él: El Iniciador.
Ya abogado, en 1838, es nombrado Auditor de Guerra por el gobierno uruguayo, y en donde participa de varias campañas militares. También en ese año refunda el diario "El Nacional", donde también escribirían varias personalidades de la Generación del 37: Miguel Cané, José Rivera Indarte y Juan Bautista Alberdi, entre otros.
En 1843, junto con Teodoro Vilardebó, fundan el Instituto Histórico y Geográfico del Uruguay.
En 1844, fue nombrado Ministro de Hacienda y, además, presidente de la Asociación Nacional, uno de cuyos integrantes era Bartolomé Mitre. En septiembre de 1847, fue miembro fundador del Instituto de Instrucción Pública. Y, en esta época, pidió y obtuvo de Esteban Echeverría la composición de un Tratado de Religión y Moral, que se utilizó como texto en las escuelas del Uruguay.
En 1846 integró la Asamblea de Notables que ofició junto al Consejo de Estado como Poder Legislativo.
Nombrado Ministro Plenipotenciario y Enviado Extraordinario ante el Brasil, en noviembre de 1847, fue uno de los agentes de los tratados de octubre de 1851, en los que se conformó la Alianza entre Montevideo, Brasil y la provincia argentina de Entre Ríos, que acabaría con el poder del gobernador Juan Manuel de Rosas. En este mismo año, había firmado los protocolos referentes a las cuestiones de límites del Uruguay con el Brasil. El 13 de agosto de 1855 dio a conocer su «Manifiesto dirigido a los compatriotas» que constituyó la base teórica de la llamada Política de fusión, la cual abogaba por la desaparición de las divisas y asignaba al caudillismo las responsabilidades de los sucesivos enfrentamientos civiles que vivía el Uruguay. Sus notas periodísticas contra el gobierno de Venancio Flores ayudaron a su derrocamiento.
Estuvo al frente de la Legación en Río de Janeiro hasta 1862, año en que pasó a residir en Buenos Aires. Entre 1875 y 1876 Lamas se desempeña como ministro de Hacienda, y de Relaciones Exteriores, durante el gobierno de Pedro Varela.
Como empresario, Lamas tuvo un importante papel en el desarrollo de la telegrafía argentina durante la presidencia de Sarmiento. El 8 de junio de 1872 se otorgó la concesión a Lamas&Cia, de la que Andrés Lamas era uno de sus accionistas principales, para unir Buenos Aires con Río de Janeiro, Brasil, mediante un cable subfluvial y submarino. El 3 de octubre de 1872 un decreto aceptó la solicitud de Lamas&Cia de que se reconociera a la Platino-Brazilian Cable Co. como nueva concesionaria. El 50% del capital de la nueva compañía estaba constituido por capitales del comercio del Río de la Plata (Lamas entre ellos) mientras que el restante era de la Eastern Company de John Pender, que controlaba los enlaces de Brasil y de este país con Europa.
Lamas fue ante todo un eximio periodista, un historiador esmerado y un gran coleccionista. Llegó a reunir un inmenso lote de documentos, además de una selectísima biblioteca y un museo de los más variados objetos.
«No es posible hablar o escribir de política, de historia, de filosofía, de literatura, o de cualquier manifestación social, intelectual o moral que se refiera al Río de la Plata y a los principales acontecimientos del siglo XIX, sin que nos salga al encuentro un hecho, una tesis, un concepto, un juicio, una idea, o un comentario de Lamas», dice el ensayista Raúl Montero Bustamante. La frase refleja la trayectoria prolífica de este hombre de cultura vastísima, que, con trazos claros, señaló en numerosas obras el camino de la historiografía y la promoción de la cultura en el Plata.
Una calle del barrio Simón Bolívar en Montevideo lleva su nombre en su honor.
Una calle del barrio de Flores en la Ciudad de Buenos Aires lleva su nombre.

## Obras
- Obra publicada en 1873.Impugnación a Alberdi (1837)
- Colección de memorias y documentos (1849)
- Apuntes históricos sobre las agresiones del dictador argentino D. Juan Manuel de Rosas contra la Independencia de la República Oriental del Uruguay (colección de artículos publicados en 1845 para El Nacional de Montevideo y recopilados en 1849)
- A politica do Brasil no Rio da Prata (1859)
- La Revolución de mayo de 1810 (1872)
- Biblioteca del Río de la Plata o colección de obras, documentos y noticias (1873)
- Instrucciones para la adquisición en los archivos europeos de documentos inéditos que puedan ilustrar la historia colonial del Río de la Plata (1873)
- Don Bernardino Rivadavia (1882)
- El escudo de armas de la ciudad de Montevideo (1903)
- El Génesis de la Revolución e Independencia de la América Española (1891)

- Publicó una revista mensual junto con Juan María Gutiérrez y Vicente Fidel López
  - 1871-1873. Revista del Río de la Plata, "periódico mensual de historia y literatura de América" (disponible para descargar:
    - tomo 1,[4]
    - tomo 2,[5]
    - tomo 3[6]
    - tomo 4[7]
    - tomo 5,[8]
    - tomo 6,[9]
    - tomo 7[10]
    - tomo 9,[11]
    - tomo 12,[12]
    - tomo 13[13]

- Carta de Esteban Echeverría a Andrés Lamas (17-5-1844) ed. lit. Leonor Fleming (disponible para descargar[14])